# Cadeia carbônica
Em química orgânica, uma cadeia carbônica é uma sequência de átomos de carbono ligados. O termo "cadeia" refere-se à ideia de um encadeamento. 
Porém, uma vez que o carbono é um átomo tetravalente (que se estabiliza eletronicamente ao realizar quatro ligações químicas), é comum que átomos de outros elementos químicos também participem da estrutura de uma cadeia carbônica, como átomos do hidrogênio, do oxigênio, do nitrogênio, do enxofre, do fósforo, dos halogênios etc. Esses elementos químicos diferentes do carbono e que também participam da formação de compostos orgânicos são chamados de organógenos.

## Classificação
- Abertas, Acíclicas ou Alifáticas
- Fechadas, Cíclicas, Alicíclicas ou Aromáticas
- Mistas - apresentam carbonos livres em extremidades e também possuem anel.

### Cadeias Abertas ou Acíclicas
Aquelas em que os átomos de carbono se ligam formando as cadeias com extremos livres:
Subdividem-se
Quanto à natureza
1. Homogêneas:quando só tem carbonos ligados entre si, não apresenta heteroátomo na cadeia.

(Heteroátomo será qualquer átomo diferente de carbono e hidrogênio que esteja localizado entre átomos de carbono.)
1. Heterogêneas: Cadeias têm pelo menos um átomo diferente de carbono e hidrogênio, localizado entre átomos de carbono (pelo menos um heteroátomo) .

Quanto à Disposição
1. Normais (chamada também de "reta" ou linear): os carbonos da cadeia são primários ou secundários.
2. Ramificadas: possui carbono terciário ou quaternário na cadeia (ramificações).

Quanto à Saturação
1. Saturadas: Cadeias com ligações simples entre carbonos.
2. Insaturadas: Cadeias com ligações duplas, triplas ou ambas, entre carbonos.

- Cadeia carbônica Homogênea, Insaturada e normal:

que pode ser escrita assim: 
.
- Cadeia Carbônica Homogênea, Saturada e Ramificada:

### Cadeias Cíclicas ou Fechadas
São aquelas em que os átomos de carbono se ligam formando um anel (ou um círculo fechado), ou que fazem ciclos podendo ser geométricos (quadrado, triangulo) ou não.

#### Divisão
1. Alicíclicas:[1]

- Podem ter qualquer número de átomos de carbono na cadeia e não constituem um anel benzênico.

1. Aromáticas:

- Possuem uma cadeia carbônica especial chamada de Anel Benzênico ou Núcleo Benzênico; Anel Aromático ou Núcleo Aromático, formada por seis átomos de carbono e seis átomos de hidrogênio em uma disposição especial de ligações simples e duplas que se alternam. O principal composto se chama Benzeno.
- Fórmula molecular:

- Fórmula Estrutural,

Abaixo:
1 - As Alicíclicas subdividem-se em
Quanto a natureza
1. Homocíclicas: As cadeias carbônicas cíclicas possuem somente átomos de carbono e hidrogenio.
2. Heterocíclicas: cadeias carbônicas possuem pelo menos um heteroátomo(qualquer átomo diferente de carbono e hidrogênio que esteja localizado entre átomos de carbono).

Quanto a saturação
1. Saturadas: As cadeias carbônicas possuem ligações simples.
2. Insaturadas: As cadeias carbônicas possuem ligações duplas, triplas ou ambas.

## Exemplo
2 - Aromáticas
1. Mononucleares: Cadeias carbônicas que possuem apenas um anel benzênico.
2. Polinucleares: Cadeias carbônicas que possuem mais de um anel benzênico. Que podem se subdividir em :

- Núcleos Isolados: Os anéis aromáticos na cadeia carbônica estão separados distintamente.
- Núcleos Condensados: Possuem outras cadeias carbônicas germinadas ou condensadas ao anel aromático.

## Exemplos
Núcleos Isolados:
Núcleos Condensados:
3 - Cadeias Carbônicas MistasQuando apresentam diferentes tipos de cadeias carbônicas.
Núcleos Semi-condensados
Cadeias Carbônicas Mistas:
| Nicotina | Indol |
| Nicotina | Indol |